# Conostylis dielsii
Conostylis dielsii är en enhjärtbladig växtart som beskrevs av William Vincent Fitzgerald. Conostylis dielsii ingår i släktet Conostylis och familjen Haemodoraceae.

## Underarter
Arten delas in i följande underarter:
- C. d. dielsii
- C. d. teres